# Diritto militare
Il diritto militare è l'insieme delle norme, delle relazioni giuridiche e delle istituzioni che attengono alla organizzazione militare, come organizzazione complessiva del potere dello Stato in funzione della sua indipendenza politica, della sua integrità territoriale e della sua capacità di agire come soggetto internazionale sovrano.
Complementare al Diritto militare è il Diritto disciplinare che è il complesso delle norme di rango costituzionale, ordinario, regolamentare e consuetudinario che regolamenta la realtà militare di uno Stato.

## Nel mondo

### Italia
La fonte principale è costituita dal d.lgs 15 marzo 2010, n. 66 che ha raggruppato tutte le norme in tema, ed il regolamento di disciplina militare, insieme al suo regolamento D.P.R. 15 marzo 2010 n. 90, mentre per gli aspetti procedurali riguardanti i reati militari il codice penale militare di pace, codice penale militare di guerra; infine vi sono i regolamenti dei vari Corpi armati dello Stato.
Il diritto militare si applica solo al personale militare che è composto dal personale delle forze armate italiane ma eccezionalmente si può applicare anche ai civili nel caso in cui compiano reati previsti dai codici militare: esempio classico è il reato di forzata consegna che può essere commesso anche da non militari.